# Галерина оторочкувата
Галерина оторочкувата (Galerina marginata) — вид грибів роду галерина (Galerina).

## Назва
Сучасну біномінальну назву надано у 1935 році. Епітет marginata означає з латини «край», «оторок». В англійські мові існує багато народних назв, що показують небезпеку цих грибів: поховальний дзвоник «funeral bell», смертельна тюбетейка «deadly skullcap», смертельна галерина «deadly Galerina».
До 2001 року види Galerina autumnalis, Galerina oregonensis, Galerina unicolor та Galerina venenata розділяли за середовищем існування та липкістю шапинки. Проте філогенетичні дослідження показали, що це один вид.

## Будова
Липка коричнева шапинка з темнішим борознистим краєм — 4-8 см. З віком шапинка розправляється, висихає, змінює колір до жовто-коричневого. Густі пластини, прирослі до ніжки, спочатку жовтуваті, згодом стають червонясто брунатні. Волокниста ніжка — 6 см має темніший колір під невеличким кільцем. Колір спорового порошку білий.

## Життєвий цикл
Плодові тіла з'являються у вересні-листопаді.

## Поширення та середовище існування
Росте на хвойних пеньках та шматках деревини.

## Практичне використання
Отруйний гриб. Містить отруту аматоксин.

## Галерея

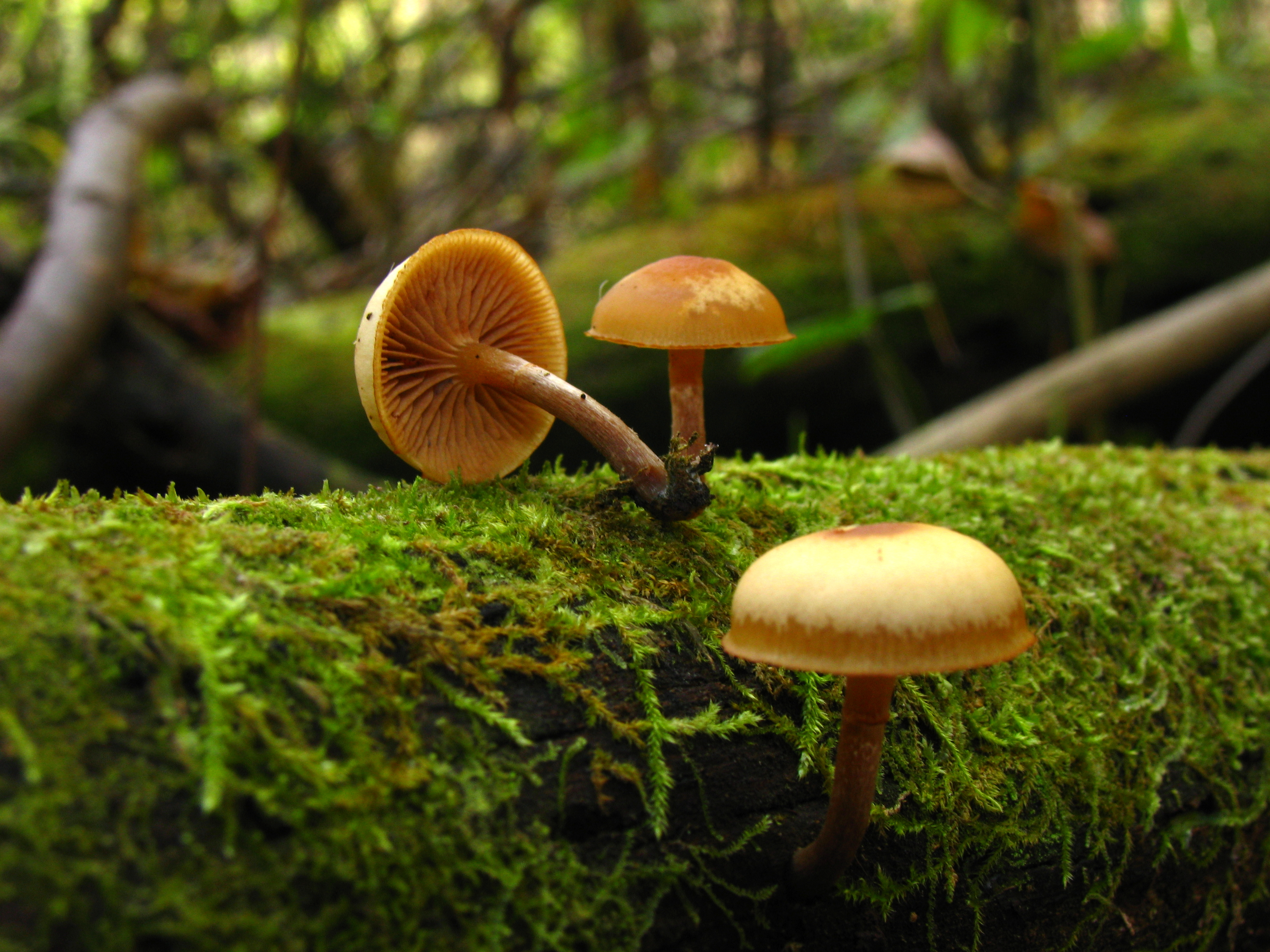
Galerina marginata варіант autumnalis
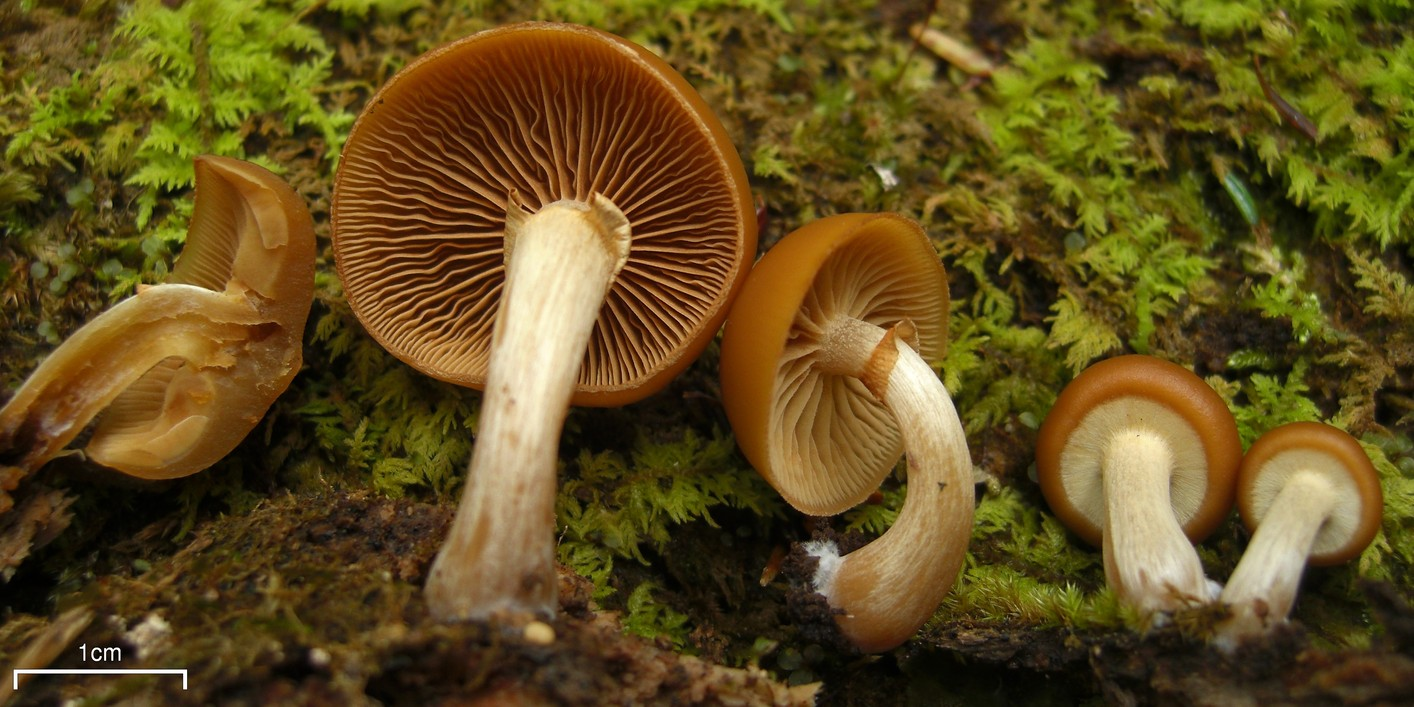
Галерина оторочкувата
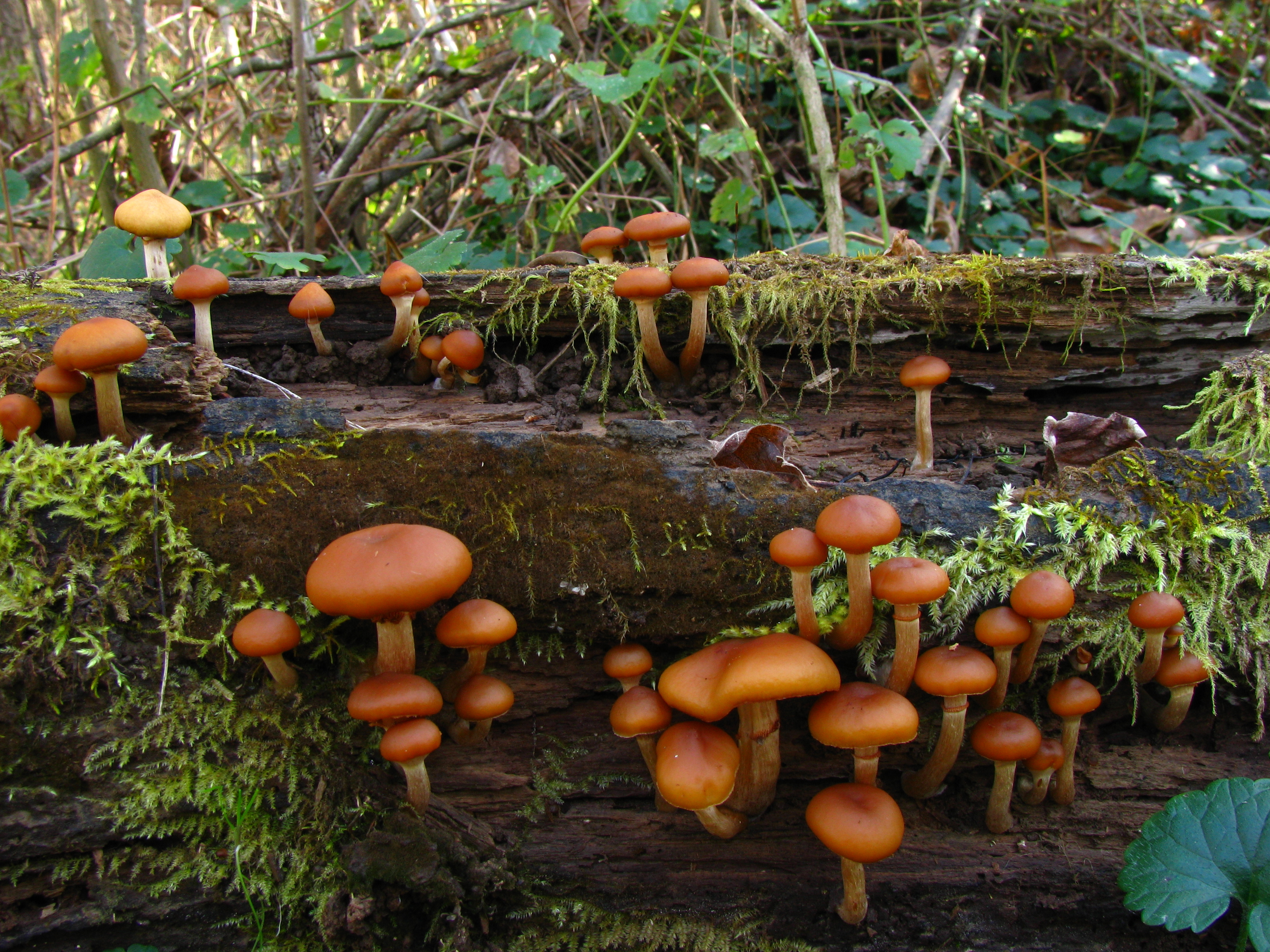
Група грибів